# Dédé-Mokouba
Dédé-Mokouba ist eine Ortschaft in der Präfektur Mambéré-Kadéï im Westen der Zentralafrikanischen Republik. Dédé-Mokouba ist die Hauptstadt der gleichnamigen Unterpräfektur, die im Südwesten der Präfektur Mambéré-Kadéï liegt. In dem Ort leben etwa 7650 Menschen.

## Lage und Verkehr
Dédé-Mokouba liegt in einer Entfernung von nur 12 Kilometern zur Grenze zu Kamerun. Die nächsten Orte sind Gamboula im Norden, Sosso-Nakombo im Osten und Gari-Gombo (Kamerun) im Westen. Die Großstadt Berbérati, die Hauptstadt der Präfektur, liegt etwa 100 Straßenkilometer östlich. Alle Straßen der Region sind nicht befestigt.

## Naturraum
Die Böden der Gegend sind durch hohe Temperaturen und Niederschläge tiefgreifend verwittert (Ferralitisierung). Das Gebiet entwässert über kleinere Flüsse namens Dingue, Lome und Loye zum Kadéï, der einige Kilometer nördlich des Ortes von West nach Ost fließt. Der Ort ist umgeben von tropischem Regenwald. Es gibt eine Regenzeit von Juni bis November und eine Trockenzeit von Dezember bis Mai. Der Jahresniederschlag beträgt etwa 1400 mm und die Maximaltemperaturen 33 °C.

## Bevölkerung
Nationale statistische Daten von 2021 gehen von etwa 28.000 Einwohnern für die Unterpräfektur Dédé-Mokouba aus, die aus 78 Dörfern besteht. Die Mehrheit der angestammten Bevölkerung in der Region gehört zu den Gbaya, dazu gibt es kleinere Gruppen von Pygmäen (Nganji) und nomadischen Viehzüchtern (M'bororo). Fast die Hälfte der Bevölkerung ist unter 15 Jahre alt, ein Alter über 65 haben nur sehr wenige Bewohner. Es gibt ein starkes Bevölkerungswachstum, die Bevölkerung verdoppelt sich alle etwa 28 Jahre. Es gibt einige ausländische Bewohner, vor allem aus Kamerun, aber auch einige Nigerianer und tschadische Viehzüchter sowie kongolesische Holzarbeiter. Von den 7650 Einwohnern sind etwa 350 Flüchtlinge.
Polygamie ist weitverbreitet, die Mehrheit ist christlich, während die Naturreligionen auf dem Rückzug sind. Trotzdem ist der Glaube an Hexerei ein wichtiger Bestandteil des Glaubens. Fast alle Gebäude sind in der traditionellen Bauweise gebaut: rechteckige Hütten aus ungebrannten Lehmziegeln, die meist aus einem oder zwei Räumen bestehen oder Hütten aus Holz.

## Wirtschaft
Die meisten Einwohner der Gegend um Dédé-Mokouba leben von Landwirtschaft, aber auch (in absteigender Relevanz) von der Jagd, artisanalem Bergbau, Fischerei und Fischzucht. In neuerer Zeit wird in Dédé-Mokouba auch Holz gewonnen (Firmen Thanry und Sofokad). Diese Einkommensquelle hat die Bevölkerung des Ortes sich verdoppeln lassen. Trotzdem leben die Bewohner in relativer Armut.

## Einrichtungen
Die Schulen der Gegend sind mittelmäßig ausgestattet, das Lernniveau ist recht niedrig. Die Gesundheitsversorgung ist nur rudimentär. Die meisten Dörfer der Gegend versorgen sich über Quellen mit Wasser, einige auch über Brunnen, aus denen Wasser mit Trinkwasserqualität gefördert wird, welches aber bezahlt werden muss.

## Geschichte
Nach mündlichen Überlieferungen kam die ursprüngliche Bevölkerung vom Stamm der Bokaré über die Flüsse Kongo und Sangha in die Region. Durch die Ankunft eines anderen Stammes, der Sangha, wanderten sie ins heutige Kamerun (Distrikt Yokadouma) ab, wo es aber zu Auseinandersetzungen mit der dort einheimischen Bevölkerung der Mbongbong kam, weshalb sie erneut weiterzogen. Im 18. Jahrhundert schließlich siedelten sie sich an einem etwa 15 Kilometer vom heutigen Dédé-Mokouba entfernten, heute verlassenen Ort namens Pandjet an und gingen dem Fischfang und der Jagd nach. Auf Weisung der ab 1800 eintreffenden Europäer, die eine bessere Kontrolle der Bevölkerung wollten, wurde das ursprüngliche Dorf aufgegeben und die Menschen am Ort des heutigen Dorfes angesiedelt. Wer sich nicht an die Regeln der Kolonialherren hielt, kam ins Gefängnis nach Berbérati oder zur Zwangsarbeit auf die Kautschukplantagen von Yokadouma. Die Kolonialherren übten ihre Macht über lokale Herrscher (gouverneur) aus, die die Steuern eintrieben und teilweise für ihre Brutalität bekannt waren. Die Kolonisierung brachte die traditionellen Strukturen durcheinander und es wurden mit Baumwolle, Kaffee und Kakao neue Pflanzen angebaut.
Durch den Marokko-Kongo-Vertrag vom 4. November 1911 wurden einige Gebiete von den Franzosen an das Deutsche Reich übergeben, wozu auch Dédé-Mokouba gehörte, und als Neukamerun in die deutsche Kolonie Kamerun integriert. Durch die Niederlage Deutschlands im Ersten Weltkrieg kam das Gebiet 1916 zurück zur französischen Kolonie Ubangi-Schari. Im Jahr 1960 ging die Zentralafrikanische Republik aus der Kolonie Ubangi-Schari hervor.